# 2005年12月

## 12月31日
- 中國有關當局同意新京報保留兩位原被撤職的副總編輯的職位。美國之音中文網
- 俄羅斯總統普丁下令俄羅斯國營「天然氣產業公司」（Gazprom）在2006年前三個月，以2005年的價格繼續供應烏克蘭天然氣，條件是烏克蘭當局願意自四月起根據新價格簽署新約。自由電子報中時電子報[永久]自由電子報自由電子報
- 武漢韜略生物科技有限公司和武漢大學醫學院病毒學研究所研究人员发现海龍基因在細胞內對禽流感病毒H5N1有明顯殺傷作用。文汇报人民网（页面存档备份，存于）
- 澳門主題公園漁人碼頭開幕。

## 12月30日
- 《新京报》遭整肅事件：
  - 正、副总主编遭撤换引发两百员工罢工抗议，已引起國際媒體矚目。中时电子报[永久] BBC中文网自由電子報
  - 現任紐約時報北京辦公室研究員趙京，為此事以筆名安替在他設於微軟共享空間（MSN Spaces）的個人部落格（blog，網路日誌，中國大陸稱博客）--「安替博客」為文批判，呼籲讀者和客戶不能任人宰割，應要求新京報退回訂報費和廣告費，結果微軟無預警刪除趙京的整個部落格。自由電子報
- 中國大陸清华大学的师生宣布发现了两颗新的超新星，并将它们分别命名为“2005mc”和“2005mf”。中国经济网[永久]

## 12月29日
- 中國衛生部宣布，福建省一名41歲的婦女12月21日病亡，她大約在兩週前感染到H5N1病毒。世界衛生組織說，這是中國第三起獲得證實的禽流感死亡病例。中時電子報[永久]自由電子報
- 中华人民共和国全国人大常委会表决决定农业税自2006年1月1日起废止，中国农民将告别有2600年歷史的“皇粮国税”。新华网（页面存档备份，存于）
- 巴西北部宏東尼亞州白熊監獄日前爆發的囚犯暴動事件，歷經四天緊張對峙後和平落幕，一百九十六名人質安全獲釋。中時電子報[永久]
- 南韓首爾大學的調查委員會表示，南韓複製權威專家黃禹錫宣稱為病患量身訂作的幹細胞不存在，甚至也沒有足以證實其成功複製的證據。東森新聞網（页面存档备份，存于）
- 印尼政府撤離最後一批駐守亞齊省的非當地部隊，蹂躪亞齊近三十年的內戰宣告結束。自由電子報
- 越南外交部發言人發布聲明，要求台灣停止在主權仍有爭議的南沙群島最大島——太平島上興建機場的計畫。中時電子報[永久]

## 12月28日
- 欧洲“伽利略”卫星导航系统的首颗实验卫星“GIOVE-A”由俄罗斯“联盟-FG”火箭从哈萨克斯坦的拜科努尔航天中心发射升空。新华网（页面存档备份，存于）
- 斯里蘭卡總統马欣达·拉贾帕克萨訪問印度，希望印度能夠幫忙制止斯里蘭卡內部的坦米爾之虎叛軍。[1]
- 俄羅斯聖彼得堡的北方造船廠向中國海軍交付了一艘956EM型「現代級」驅逐艦。中時電子報中時電子報
- 中国大陆深受欢迎和敢于直言的北京报纸《新京报》遭到中共整肃，总编辑杨斌和两名副总编辑孙雪东、李多钰同时被免职。BBC中文网（页面存档备份，存于）中時電子報[永久]
- 台灣組合飛輪海出道。

## 12月27日
- 日本總務大臣竹中平藏上午宣佈，人口普查顯示该国總人口減少到約1.28億，而且根據聯合國推算，日本總人口排名已下降至第10位。大公報
- 中國在8月「廣東番禺太石村村民罷免村官」警民暴動事件中，帶頭的維權人士郭飛雄以及十幾名村民傳出獲釋消息，郭飛雄向媒體表示，檢察院以「犯罪情節輕微」為由，決定不起訴。東森新聞網（页面存档备份，存于）
- 对于一名日本駐上海總領事館的電務官因拒絕在脅迫下對中國提供情報而自殺，日本內閣官房長官安倍晉三表示，如属实日本將提出抗議。中國外交部發言人秦剛表示，日本媒體的報導沒有依據。自由電子報
- 美國國務院以向伊朗輸出敏感武器科技為由，針對六家中國國營企業進行制裁，引起北京當局的強烈抗議。東森新聞網（页面存档备份，存于）

## 12月26日
- 亚洲各地纪念印度洋海啸一周年，斯里兰卡将降半旗。中国日报（页面存档备份，存于）

## 12月25日
- 教皇本笃十六世在罗马首次主持圣诞前夜的午夜弥撒，呼吁中东地区实现和平。 BBC中文网
- 英國每日郵報報導：美國惠氏藥廠將推出全球首例能徹底摒除月經、同時可望終止女性經前症候群之不適的新式口服避孕藥，將對女性的生活方式產生革命性的影響。自由電子報
- 巴西位於亞馬遜森林內偏遠監獄的上千名囚犯，挾持逾二百名探監者當人質，要求將遭移監的幫派老大蘇薩送回該監獄。自由電子報
- JR羽越本線出軌事故

## 12月24日
- 日本政府召開臨時內閣會議，正式決定在2006年編列30億日元，與美國共同開發新一代艦載飛彈防禦系統。東森新聞網（页面存档备份，存于）自由電子報
- 俄國軍方在伏爾加河流域薩拉托夫地區的塔季謝沃飛彈基地，新部署了一批「白楊Ｍ型」戰略核子飛彈。中時電子報[永久]

## 12月23日
- 阿塞拜疆航空公司一架安－140客机当晚在該國首都巴库郊区坠毁，机上23人全部遇难。新浪网（页面存档备份，存于）
- 南韓首爾大學公佈調查報告，複製科學權威黃禹錫的複製人類胚胎幹細胞研究造假，以增加研究成果的可信度。黃禹錫為此向全國道歉，並辭去首爾大學教授職務；南韓政府則撤銷他「首席科學家」的頭銜。東森新聞網（页面存档备份，存于）
- 乍得向苏丹宣战。人民网转新华社电（页面存档备份，存于）

## 12月22日
- 美国《科学》杂志评出2005年十大科学进展：包括人类进化、行星、植物研究、中子星碰撞、大脑回路与疾病的联系、地球诞生的新线索、细胞离子通道、人类活动与全球变暖的联系、细胞信号传递机制、国际热核实验堆落户法国。新华网（页面存档备份，存于）
- 日本外相麻生太郎声称中国正成为威胁。这是小泉历届内阁首次有阁僚在公开场合宣扬“中国威胁论”。东南早报中時電子報
- 由於中國廣東「韶关冶炼厂」日前大量排放含鎘污水至北江後，隨著污水朝下游的珠江流動，廣州市緊急啟動飲用水應變方案。自由電子報中時電子報[永久]新浪网（页面存档备份，存于）

## 12月21日
- 国际货币基金组织批准向19个世界最贫穷国家减债33亿美元。新华网 Archive.today的存檔，存档日期2013-04-28
- 香港政改方案中有關行政長官及立法會選舉辦法修改草案在泛民主派議員反對下遭否決，而劉千石則投下棄權票。明報新聞網新浪网（页面存档备份，存于）多維新聞網 （页面存档备份，存于）
- 亞博館正式啟用。

## 12月20日
- 美國賓州法院以違憲為由，禁止該州一個學校在生物課中以「智慧設計」論取代達爾文的演化論。自由電子報
- 自由亚齐运动向印尼政府上缴最后一批武器，彻底解除武装。中新社[]
- Google公司以10亿美元收购AOL5%股份。第一财经日报（页面存档备份，存于）中時電子報
- 北韓宣布：將興建若干輕水式核反應爐，以符合本身的能源需求。南韓科技部發表新聞稿指出，南韓並未計畫製造武器級鈽，也未接獲聯合國原子能總署有關此事的懷疑或詢問。自由電子報自由電子報中時電子報[永久]
- 中国国家统计局根据第一次全国经济普查结果，重新发布中国2004年国内生产总值为15.98万亿元人民币，比预期增加16.8%。此统计过程世界银行曾向中国政府提供咨询。德国之声（页面存档备份，存于）
- 纽约捷運局所屬地鐵及巴士因運輸工會決意罷工而停運，紐約市800萬居民中逾700萬乘客受影響。華爾街交易商和銀行人員因通勤受阻，衝擊全球最大股市紐交所 (NYSE)，當天成交量萎縮一二％，美股因此遭池魚之殃。CNN（页面存档备份，存于）中時電子報
- 香港地鐵（現稱港鐵）機場快綫博覽館站啟用。

## 12月19日
- 小罗纳尔多连续第二次荣膺国际足联评选出的世界足球最佳球员称号。新华网（页面存档备份，存于）
- 委内瑞拉在全国范围内搜查一辆被盗的卡车，车上装载了一个存放有高放射性物质铱-192的装置。 新华网 Archive.today的存檔，存档日期2013-04-28
- 内塔尼亚胡当选以色列利库德集团主席。新华网（页面存档备份，存于）
- 阿富汗30年多来第一次民主选举产生的议会已经宣誓就职。美国之音

## 12月18日
- 莫拉莱斯当选玻利维亚总统。新华网 Archive.today的存檔，存档日期2013-04-28
- 香港世貿部長級會議：
  - 会议闭幕，各成员代表同意在2013年之前逐步取消农业补贴，同时取消棉花出口补贴；免除最不发达国家97%货品的进口关税。新浪网（页面存档备份，存于）
  - 約900名示威者在警民衝突後通宵在告士打道集會，被警方以非法集會罪拘捕，拘捕行動持續近11小時才完成。明報新聞網明報新聞網
- 不丹国王宣布2008年让位 BBC中文网
- 美國微軟創辦人比爾·蓋茲與其妻子梅琳達，以及搖滾歌手出身的U2合唱團主唱波諾等三人，因樂善好施的品行共同膺選為美國時代雜誌二○○五年「年度風雲人物」自由電子報
- 12月13日至12月18日：世界貿易組織香港部長級會議。

## 12月17日
- 香港世貿部長級會議，警察跟示威人士發生大規模衝突，無政府主義者及南韓示威者衝破警察防線，明報新聞網 警察使用消防喉、胡椒噴霧及催淚彈還擊，明報新聞網  並禁止車輛進入灣仔區，地鐵不停灣仔站，引致鄰近地區交通癱瘓。明報新聞網
- 歐洲聯盟25國領袖通過歐盟未來7年的開支計畫。自由電子報
- 日本位於琉球群島西南方的與那國島居民，因不滿小泉政府的稅制改革計畫，在鎮民大會上提出要發行自己的護照，以及和台灣花蓮直航通商等構想，引起日本中央政府的震驚。東森新聞網自由電子報

## 12月16日
- 美國總統布希同意簽署共和黨籍參議員麥肯所提，禁止美國政府以殘忍、非人道及羞辱手段對待恐怖嫌犯的議案。中時電子報
- 南韓科學家黃禹錫出面否認他的研究造假，但是以論文內容有瑕疵，要求《科學》雜誌撤回該篇論文。東森新聞網（页面存档备份，存于）
- 北愛爾蘭「新芬黨」高級官員丹尼斯．唐納森公開承認，過去廿年來他一直替英國情報部門在新芬黨內臥底，因此遭到開除黨籍。中時電子報

## 12月15日
- 2005年伊拉克大选开始。搜狐（页面存档备份，存于）
- 南韓生物醫學研究員黃禹錫的研究同僚盧聖一指出，他先前在“科學”雜誌所刊登的醫藥研究報告裡，其中所使用的11株人類胚胎幹細胞中有9株是不存在的。BBC News（页面存档备份，存于）中時電子報
- 香港「亞洲周刊」還原廣東汕尾東洲鎮12月6日武警開槍鎮壓村民的完整經過。這次事件，至少造成十四名村民死亡，五十人受傷。中時電子報
- 俄羅斯西北部列寧格勒核電廠附近的一座冶煉爐發生爆炸，失事地點距離核反應爐僅約一公里。自由電子報
- 美國的「反恐戰爭」遭到雙重打擊，一篇指稱布希授權祕密監聽的報導，引發侵犯人權的爭議，而反恐法律骨幹的「愛國法」在參議院欲爭取展延效期時遭封殺。中時電子報

## 12月14日
- 第一屆東亞高峰會在馬來西亞首都吉隆坡落幕，與會的十六國簽署「吉隆坡宣言」，確立东盟在東亞高峰會內的主導地位。中時電子報自由電子報
- 美國總統布希承認，美國對伊拉克擁有大規模毀滅性武器的情報出錯，他表示據此發動戰爭的責任在他。中時電子報

## 12月13日
- 《國家科學院學報》刊載：加州聖地牙哥「沙克研究中心」將人類胚胎幹細胞注入小鼠腦部，結果長出少量人類腦細胞。中時電子報自由電子報
- 南京3000人举行国际和平集会，悼念南京大屠杀30万同胞遇难68周年。新浪网（页面存档备份，存于） 中央电视台（页面存档备份，存于）
- 香港數十名反世貿示威者在灣仔貨物起卸區跳海，以抗議世貿香港部長級會議的召开。 明報新聞網

## 12月12日
- 前美國副助理國務卿凱德磊在聯邦法庭承認3罪名，但否認洩密。台灣駐美代表李大維表示：凱德磊案對台美關係影響有限。自由電子報自由電子報中時電子報中時電子報[永久]
- 第十一届東協高峰會議在马来西亚的首都吉隆坡开幕，會後簽訂「吉隆坡宣言」，決定為東協制定憲章。新华网（页面存档备份，存于）中時電子報[永久]

## 12月11日
- 2005年汕尾东洲事件：
  - 中共中央要求廣東省委進行調查。中時電子報
  - 中國官方媒體「廣州日報」報導，日前在廣東汕尾下令向抗議村民開火，導致三人死亡的指揮官已經被逮捕。中廣新聞網[]中時電子報[永久]自由電子報
  - 國際重要媒體紛紛報導廣東汕尾警民衝突事件。東森新聞網（页面存档备份，存于）中時電子報[永久]
- 数千民众在香港举行大游行，抗议世界贸易组织即将举行的峰会。BBC中文网
- 香港馬“爪皇凌雨”在香港國際賽事中勝出香港盃，並以24分總分成為世界馬王。亞視新聞
- 澳洲雪梨爆發種族衝突，數千名白人與阿拉伯裔青年在街頭鬥毆，並攻擊前來鎮壓的警察。中時電子報[永久]

## 12月10日
- 2005年诺贝尔和平奖颁发给国际原子能机构（IAEA）和该组织总干事巴拉迪，以表彰他们在和平利用核能方面做出的贡献。解放日报

- 2005年汕尾东洲事件：
  - 針對中國發生武警射殺村民事件，台灣行政院大陸委員會副主委黃偉峰表示，如果事件屬實，中國應受全世界最嚴厲的譴責，陸委會也將持續密切關注此事。台灣團結聯盟立法院黨團副總召集人黃適卓則呼籲台灣與中國當局必須保障當地台商的生命安危。親民黨立法院黨團副總召集人孫大千則表示此事件會影響兩岸關係的進展。中時電子報[永久]中時電子報[永久]中時電子報[永久]中時電子報[永久]中時電子報[永久]中時電子報[永久]中時電子報[永久]中時電子報[永久]自由電子報
  - 中國官方證實廣東汕尾6日發生警民衝突事件。東森新聞網（页面存档备份，存于）中時電子報[永久]多維新聞網 （页面存档备份，存于）
- 尼日利亚索索利索航空公司一架DC-10客机在尼南部油城哈科特港坠毁，造成103人死亡，另有7名生还者。新华网（页面存档备份，存于）

## 12月9日
- 2006年世界杯足球赛比赛分组抽签仪式在德国莱比锡举行。BBC中文网[]新浪新闻（页面存档备份，存于）德国之声中文版
- 塔利班武装分子对阿富汗南部赫尔曼德省当地政府机构和警察局发动袭击，造成至少13名警察伤亡。人民网（页面存档备份，存于）
- 韩国电信公司宣布，公司准备近期为朝鲜开城工业园提供电话服务。这将是朝鲜半岛分裂半个多世纪以来韩朝两国之间架设的首条直拨电话线。中国新闻网（页面存档备份，存于）
- 越南广治省出现禽流感新疫点，四千五百只鸭子被扑杀。中国新闻网（页面存档备份，存于）
- 北京出動大量公安，拘捕投訴政府官員貪瀆或伸冤的上訪人士。自由電子報新浪網（页面存档备份，存于）

## 12月8日
- “紅水晶”標誌獲得正式承認成為国际红十字与红新月运动的標誌，允許以色列使用此標誌參與国际红十字与红新月运动。自由電子報BBC News（页面存档备份，存于）BBC中文網
- 香港行政長官曾蔭權表示，目前不可能提出具體普選時間表及路線圖。中時電子報[永久]
- 台灣向美國採購的首批兩艘紀德艦，抵達蘇澳海軍軍港。自由電子報東森新聞網（页面存档备份，存于）中時電子報TVBS新聞網（页面存档备份，存于）
- 科学家发现，一颗名叫“阿波菲斯”的390米宽小行星将可能在2036年和地球相撞，释放出比广岛原子弹爆炸高10万倍的能量。 博讯新闻网
- 日本政府决定设立总额为1亿美元的“東協综合支援基金”，试图以此强化与東協各成员国的关系。 国际在线[永久]

## 12月7日
- 欧盟正式开放“.eu”顶级域名申请。新华网（页面存档备份，存于）
- 中国唐山市刘官屯煤矿发生重大爆炸，已经造成90人遇难，另有18人下落不明。新华网BBC中文网
- 「基地組織」第二號領導人札瓦希利宣稱，奧薩瑪·賓拉登仍然健在，並繼續領導該組織對西方發動「聖戰」。 中時電子報[永久]
- 中國政府否認有關中國考慮讓香港於2017年前舉辦全民普選的報導。自由電子報
- 由於馬尼拉發生連續爆炸事件及持槍掃射事件，菲律賓國家警隊宣佈全國進入全面警戒狀態。中時電子報[永久]
- 美國與中國第二輪高層對話在華府舉行，從戰略層面討論雙邊的安全、經濟等議題，並探討兩國的共同責任。中時電子報自由電子報 中央电视台（页面存档备份，存于）

## 12月6日
- 汕尾市东洲镇电厂征地赔偿纠纷最新进展，汕尾政府派出约2000-3000名武警及防暴警察与东洲镇镇民发生激烈冲突。有消息称警察打死镇民10到20人。大纪元（页面存档备份，存于）中時電子報[永久]多維新聞網 （页面存档备份，存于）中時電子報[永久]自由電子報多維新聞網 （页面存档备份，存于）
- 欧洲空间局决定将于2011年重新启动旨在探索火星生命奥秘的ExoMars火星登陆计划。新华网 Archive.today的存檔，存档日期2013-04-28BBC（页面存档备份，存于）
- 伊朗一架军用C-130运输机在德黑兰南部的居民区坠毁，连同地面共造成128人死亡。新浪网（页面存档备份，存于） BBC中文网[]
- 首位女证人出庭指控萨达姆屠杀罪行，萨达姆一度在法庭高呼口号 BBC中文网
- 世界自然基金會（WWF）表示，在印尼婆羅洲中部濃密雨林可能發現一罕見的新種哺乳動物。這種肉食動物體型比家貓稍大，毛皮呈暗紅色，還有一條毛茸茸長尾巴，外型像貓又像狐狸。自由電子報中時電子報[永久]
- 美國和羅馬尼亞簽訂歷史性協定，讓美國在羅國建立永久性軍事基地。自由電子報

## 12月5日
- 伊朗宣布在该国南部的胡齐斯坦省修建第二座核电站。 BBC中文网（页面存档备份，存于）
- 以色列海滨城镇内坦亚发生炸弹袭击事件，至少5人被炸死，30多人受伤。 BBC中文网
- 英国正式允许同性伴侣登记。在民事伙伴关系法案下，希望建立伙伴关系的伴侣必须在当地政府登记，以享受和异性夫妇同等的待遇。BBC中文网BBC英文网（页面存档备份，存于）
- 當地時間晚間，中国黑龍江七台河東風煤礦爆炸事故的救援人員發現最後一名遇難礦工的遺體，救援工作結束，確認171人遇难，其中包括169名井下礦工、2名地面人員。新華網 Archive.today的存檔，存档日期2013-04-28
- 非洲东部地区UTC12:19:55（6°13′S 29°36′E / 6.217°S 29.600°E）发生里氏6.8级地震，数人死亡。 BBC中文网（页面存档备份，存于） USGS
- 美國國務卿萊斯在訪歐行前記者會上否認，有關美國利用飛機載運恐怖嫌犯飛越歐洲領空，送到東歐秘密監獄進行審訊拷問之傳聞。東森新聞網（页面存档备份，存于）

## 12月4日
- 香港爭取普選大遊行，泛民主派表示逾25萬人參加。警方表示参加游行的人数约有六万三千人。遊行人士包含前政務司司長陳方安生女士。TVBS新聞網（页面存档备份，存于）明報新聞網（1） 明報新聞網（2）中時電子報[永久]BBC
- 哈萨克斯坦现任总统纳扎尔巴耶夫在国家总统选举中，获得压倒性胜利连任总统。BBC中文网[永久]

## 12月3日
- 中華民國舉行縣市長、鄉鎮市長、縣市議員之三合一選舉。国民党为首的泛蓝阵营囊括17个县市。苏贞昌宣布辞去民进党党主席。BBC中文网[] BBC中文网東森新聞網（页面存档备份，存于）中時電子報[永久]
- 大批环保人士正在全世界30多个国家示威。环保人士将参加包括正在召开联合国气候变化峰会的加拿大蒙特利尔以及华盛顿、伦敦、悉尼和约翰内斯堡集会。包括"绿色和平"以及"气候危机联盟"在内的五个环保组织将向美国驻蒙特利尔领馆递交请愿书。 BBC中文网（页面存档备份，存于）

## 12月2日
- 造成新加坡與澳大利亚兩國近來齟齬不斷的澳籍越南裔毒販阮祥雲，上午在樟宜監獄被施以絞刑。澳大利亚民間已經發動抵制新加坡商品，此事將持續影響星、澳兩國關係。中時電子報[永久]中時電子報[永久]
- 中國環保總局局長解振華為松花江污染案引咎辭職獲准，空缺由中國國家林業局局長周生賢接替。多維新聞網 （页面存档备份，存于）中時電子報
- 美國民權團體「美國公民自由聯盟」（ACLU）表示，將代表一名外國男子控告美國中央情報局，以制止美國違法將涉及恐怖暴行的嫌犯運送到海外秘密監獄的行為。中時電子報
- 美國海軍宣布，美軍尼米茲級核動力航空母艦「喬治華盛頓號」將在2008年進駐日本橫須賀基地，取代即將退役的傳統動力航空母艦「小鷹號」。自由電子報

## 12月1日
- 以色列總理阿里埃勒·沙龙表示，以色列會盡一切力量阻止伊朗擁有核子武器。番薯藤新聞（页面存档备份，存于）
- 欧洲联盟授予乌克兰市场经济地位 BBC中文网
- 新加坡在澳洲政府的壓力下，破例允許澳洲籍越南裔毒販阮祥雲在問絞前和他的家人見面話別。中時電子報
- 世界衛生組織表示，為保護組織的信譽，將不再雇用吸菸者或使用菸草者為工作人員。中時電子報[永久]中時電子報[永久]
- 欧洲中央银行将欧元区主导利率提高0.25个百分点至2.25%，是欧洲央行最近5年以来首次加息。新浪网（页面存档备份，存于）